# Trofallassi

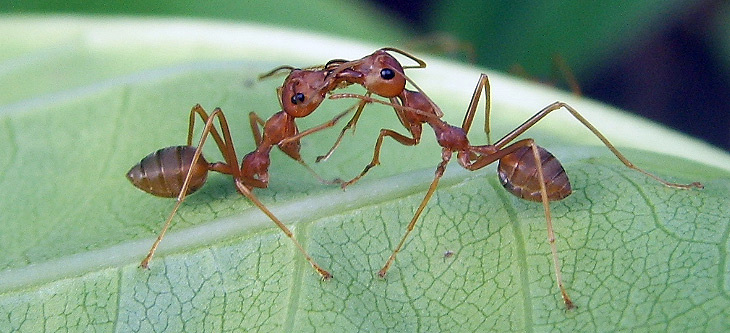
Trofallassi tra formiche della specie Oecophylla smaragdina

La trofallassi o ectotrofobiosi è una modalità di alimentazione che integra elementi di socialità; in pratica un individuo usa condividere il cibo assunto precedentemente con altri individui del proprio gruppo sociale/famiglia.

Avviene principalmente tra insetti sociali come vespe, termiti, api, blatte ed in particolare tra le formiche, le quali hanno uno spazio apposito all'interno del proprio corpo detto "stomaco sociale" o ingluvie.
Esistono alcune caste di formiche che non potrebbero nutrirsi senza la trofallassi o perché sono dotate di mandibole troppo specializzate o perché non escono mai dal formicaio in quanto sono addette alla cura della prole, tuttavia alcune formiche come ad esempio le formiche appartenenti al genere Aphaenogaster, si sono adattate ad utilizzare metodi alternativi per la distribuzione del cibo all'interno della colonia. Le formiche appartenenti a questo genere, infatti, trasportano i liquidi grazie a materiali assorbenti come la sabbia.